# Désiré Hubin
Pour les articles homonymes, voir Hubin.

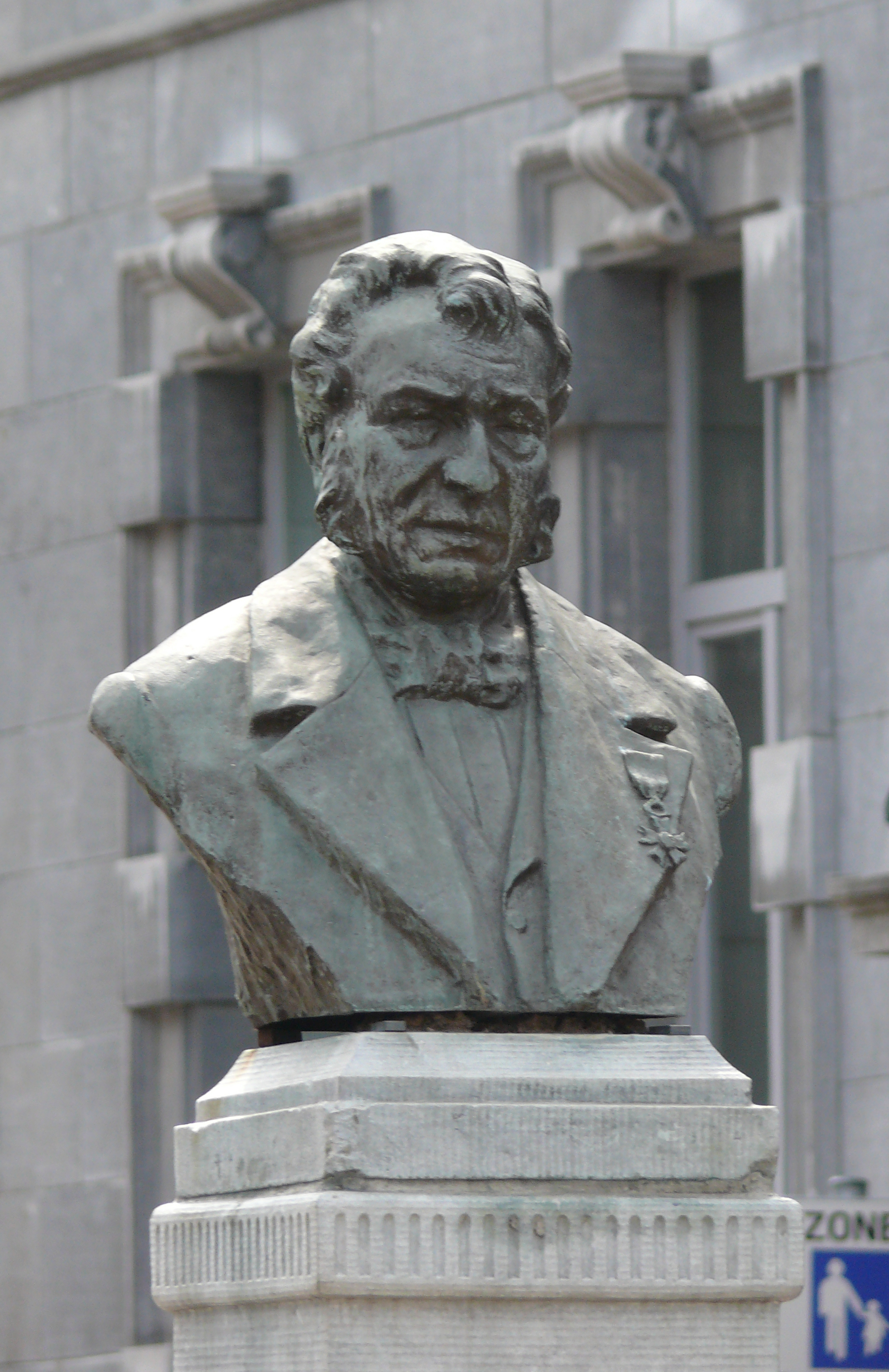
Buste de Nicolas Bosret, en bronze, à Namur, par Désiré Hubin (1928)

Désiré Hubin, né le 6 avril 1861 à Namur et mort en 1944, est un sculpteur et ornemaniste belge.

## Biographie
Désiré Dieudonné Hubin, né le 6 avril 1861 à Namur, est le fils de Louis Hubin, plafonneur, et de Clémentine Carpiaux. Le 3 mai 1888, il épouse à Namur Léonie Braem, couturière.
Il étudie à l'Académie des Beaux-Arts de Namur, où il est élève de Ferdinand Marinus.
Le tirage au sort militaire l'envoie en caserne à Bruxelles. Il y suit durant ses loisirs les cours du sculpteur Charles Van der Stappen. Après son service militaire, il revient à Namur où il travail comme plafonneur tout en s'adonnant à la sculpture,.
En 1916, il devient professeur de sculpture à l'Académie des Beaux-Arts de Namur où il sera le maître, entre autres, de Victor Demanet et Gustave Fischweiler.
Il expose à Paris en 1924 à la Société coloniale des artistes français et, en 1925, reçoit une mention honorable au Salon des artistes coloniaux.

## Œuvres
- 1928 : Buste en bronze de Nicolas Bosret, Namur
- Buste d'Henri Balthasar-Florence, bronze coulé à cire perdue, 64 x 47 x 28 cm, Namur
- En septembre 1930, la Société royale Les « Bardes de la Meuse » inaugure un médaillon représentant les traits de Théo Tonglet, œuvre de Désiré Hubin, sur sa sépulture au cimetière de Belgrade (près de Namur)[7].